# Чуркін Іван Кузьмич
Іван Кузьмич Чуркін (10 лютого 1927, село Риблово, тепер Тверської області, Російська Федерація — ?) — український радянський діяч, новатор виробництва, почесний шахтар Львівсько-Волинського вугільного басейну. Герой Соціалістичної Праці (26.04.1957). Депутат Верховної Ради УРСР 6—7-го скликань.

## Біографія
Народився в селянській родині. Трудову діяльність розпочав у 1943 році колгоспником в місцевому колгоспі. Потім працював вибійником на шахтах Підмосковного вугільного басейну.
З 1951 року працював прохідником на спорудженні шахти № 1 «Нововолинська» та шахти № 7 «Нововолинська» Львівсько-Волинського вугільного басейну. Згодом очолив бригаду прохідників будівельного управління № 2 комбінату «Укрзахідшахтобуд», яка, беручи участь у спорудженні шахт «Нововолинської» № 6, «Великомостівських» №№ 1, 2, 3, 5, 6, «Червоноградської» № 1, домоглася відмінних виробничих показників, успішного виконання соціалістичних зобов'язань, високої організації праці. Став гірничим майстром.
Член КПРС з 1958 року.
З 1963 року працював бригадиром бригади робітників очисного вибою шахти № 6 «Великомостівська» тресту «Червоноградвугілля» Львівської області.
Потім — на пенсії у місті Червонограді Львівської області.

## Нагороди
- Герой Соціалістичної Праці (26.04.1957)
- орден Леніна (26.04.1957)
- орден Жовтневої Революції
- медалі
- почесний шахтар СРСР (1966)
- заслужений шахтар Української РСР (26.08.1960)